# Queen: Live at Wembley Stadium
A Live at Wembley Stadium a Queen együttes koncertfilmje, amely a Magic Tour keretében, 1986. július 12-i Wembley Stadionban tartott koncertjüket örökíti meg. Eredetileg 1990-ben jelent meg VHS-en, majd 2003-ban dupla DVD kiadásban. A film nagyrészt az 1992-ben megjelent Live at Wembley ’86 koncertalbum menetét követi, kevés kivételt a ki nem vágott koncert közbeni beszélgetések, és a Tutti Frutti hosszabb verziója jelenti. A rendezője Gavin Taylor volt.

## Háttér
Az 1986-os Magic Tour koncertkörút az együttes utolsó, de legsikeresebb turnéja volt. 1986. június 7-étől augusztus 9-éig összesen 26 koncertet adtak, Európa-szerte több, mint 1 millióan vettek jegyet a koncertjeikre (csak Nagy-Britanniában 400 ezren), és július 27-én eljutottak a budapesti Népstadionba is. A koncertsorozatot a Live Magic című koncertalbumon is megörökítették, bár az nem egy bizonyos fellépést tartalmaz, hanem több koncerten felvett anyagokból szerkesztették össze.
A film a július 11-én, a Wembley Stadionban adott koncertet örökíti meg (egy nappal később, július 12-én ugyanott adtak egy ráadást is)
Albumbemutató koncerthez képest viszonylag kevés dal hangzik el az A Kind of Magic albumról, az anyag jobban átfogja az együttes pályafutását, mint például a Queen on Fire – Live at the Bowl koncertfilm. Az előadásnak mintegy 72 ezer nézője volt, őket Mercury aktívan bevonta a műsorba, például a Radio Ga Ga és a We Will Rock You előadása alatt tapsolták a ritmust, vagy a Love of My Life és In the Lap of the Gods…Revisited alatt együtt énekeltek vele.

## Dalok
A jelzett időtartamok egy-egy szekció hosszát jelentik, a dalok esetenként ennél rövidebbek is lehetnek.
- One Vision (Queen) – 5:51
- Tie Your Mother Down (Brian May) – 3:52
- In the Lap of the Gods…Revisited (Freddie Mercury) – 2:44
- Seven Seas of Rhye (Mercury) – 1:18
- Tear It Up * (May) – 2:12
- A Kind of Magic (Roger Taylor) – 8:42
- Under Pressure (Queen/David Bowie) – 3:41
- Another One Bites the Dust (John Deacon) – 4:54
- Who Wants to Live Forever (May) – 5:16
- I Want to Break Free (Deacon) – 3:34
- Impromptu * – 2:57
- Brighton Rock gitárszóló (May) – 9:11
- Now I’m Here * (May) – 6:20
- Love of My Life * (Mercury) – 4:48
- Is This the World We Created..? (Mercury/May) – 2:58
- (You’re So Square) Baby I Don’t Care * (Jerry Leiber, Mike Stoller) – 1:36
- Hello Mary Lou * (Gene Pitney) – 1:51
- Tutti Frutti (Little Richard) – 2:54
- Gimme Some Lovin’ * (Steve Winwood, Spencer Davis, Muff Winwood) – 0:55
- Bohemian Rhapsody (Mercury) – 5:51
- Hammer to Fall (May) – 5:57
- Crazy Little Thing Called Love (Mercury) – 6:06
- Big Spender * – (Dorothy Fields, Cy Coleman) 1:07
- Radio Ga Ga (Taylor) – 5:57
- We Will Rock You (May) – 2:48
- Friends Will Be Friends (Deacon/Mercury) – 2:06
- We Are the Champions (Mercury) – 4:05
- God Save the Queen (May) – 1:27

*az eredeti VHS-kiadáson nem szerepel

## Közreműködők
- Freddie Mercury: ének, zongora, akusztikus gitár
- Brian May: elektromos gitár, háttérvokál, akusztikus gitár
- John Deacon: basszusgitár, háttérvokál
- Roger Taylor: dob, háttérvokál
- Spike Edney: billentyűsök, gitár

## Extra
A második lemezt teljes egészében az extrák foglalják el, összesen 8 főmenüben:
1. Brian & Roger – a két taggal készült interjúk – többek közt az elhangzott dalok, a Magic Tour és az aktuális koncert kapcsán – és kulisszák mögötti felvételek. Összesen hat szekcióra osztva, a teljes hossza 27 perc 25 másodperc.
2. Gavin & Gerry – a rendező Gavin Taylorral és a turnémenedzser Gerry Stickellsszel készült interjúk, főleg technikai megoldásokról. Két részre osztva, a teljes hossza 8 perc 29 másodperc.
3. A Beautiful Day – egy dokumentumfilm, amelyet a koncert lebonyolításáról vettek fel. A hossza 28 perc 21 másodperc.
4. Wembley Towers – a Wembley tornyok lebontásának képei, háttérben a These Are the Days of Our Lives zenéjével. A hossza 3 perc 1 másodperc.
5. Friday Concert – az előző napi koncertről, a fényképezést és az akusztikát tesztelő felvétel részletei. Az elhangzott dalok (hossza 27 perc 59 másodperc):
  1. A Kind of Magic
  2. Freddie Singalong
  3. Another One Bites the Dust
  4. Tutti Frutti
  5. Crazy Little Thing Called Love
  6. We Are the Champions / God Save the Queen
6. Rehearsals – a Magic Tour előtti, Londonban megtartott próbák felvételei. A sok dalt egyetlen kamerával vettek fel. Az elhangzott dalok (hossza 15 perc 6 másodperc):
  1. Tie Your Mother Down
  2. Seven Seas of Rhye
  3. Tear It Up
  4. A Kind of Magic
  5. Now I’m Here
  6. I Want to Break Free
  7. Piano Introduction
  8. Bohemian Rhapsody
7. Gallery – fényképek galériája a Wembley-koncertről, az együttesről és az emlékezetes pillanatokról. Aláfestő zeneként az A Kind of Magic hosszabb verziója hallható. A szekció hossza 4 perc 8 másodperc.
8. Queen Cam – négy dalt váltogatható kameraállással lehet megnézni. A dalok listája (a hossza 19 perc 33 másodperc):
  1. One Vision
  2. Under Pressure
  3. Now I’m Here
  4. We Are the Champions

## Külső hivatkozások
- Magyar nyelvű kritika az DVD Est magazinban
- xpress.hu
- Részletes adatok